# 556

556(오백오십육)은 555보다 크고 557보다 작은 자연수다.

## 수학
- 합성수로, 그 약수는 1, 2, 4, 139, 278, 556이다. 진약수의 합은 424이므로, 556은 부족수다.
- 45번째 불가촉수다. 앞의 불가촉수는 552, 다음은 562이다.
- {\displaystyle 43^{6}-1}은 556으로 나누어떨어진다.

## 과학
- NGC 556: 고래자리 방향에 있는 은하.

## 교통

### 철도
- 수도권 전철 5호선 하남풍산역의 역번호.

### 도로
- 현도 제556호선

## 군사
- U-556(영어판, 독일어판): 제2차 세계 대전에 사용된 나치 독일의 군용 잠수함. 《벽람항로》에 등장하는 동명의 캐릭터도 이것을 기반으로 한 것이다.

## 문화유산
- 대한민국의 보물 제556호: 도기 신발모양 명기

## 기타
- 연도: 556년, 기원전 556년
- ‘마음’을 뜻하는 일본어 단어 ‘코코로(こころ)’의 숫자 고로아와세.
- 556(코고로): 《개구리 하사 케로로》의 우주탐정 역으로 나오는 남성의 이름.